# Axel Geerken
Axel Geerken (* 15. Oktober 1972 in Oldenburg) ist ein ehemaliger deutscher Handballspieler, der ab September 2012 bis zum Saisonende 2022/23 bei der MT Melsungen als Geschäftsführer tätig war.

## Karriere
Axel Geerken wechselte 1993 von der SG VTB/Altjührden nach Wetzlar zum damaligen Zweitligisten HSG Dutenhofen/Münchholzhausen. Nachdem der Torwart mit der HSG 1997 überraschenderweise das DHB-Pokalfinale erreichte, welches jedoch gegen den TBV Lemgo verloren ging, wechselte er zum Bundesligisten TV Großwallstadt.
Nach einer Spielzeit in Großwallstadt wechselte er zum THW Kiel. Mit den Kielern gewann der gelernte Steuerfachgehilfe 1999 und 2000 jeweils die Meisterschaft und den DHB-Pokal. Zusätzlich stand er 2000 im EHF-Champions-League-Finale, wo der THW jedoch dem FC Barcelona unterlag.
Ein Jahr später kehrte Geerken zur HSG zurück, welche sich inzwischen in HSG Wetzlar umbenannt hatte und in der Bundesliga spielte. 2006 wurde er Geschäftsführer bei der HSG, gehörte jedoch noch ein Jahr zum Kader des Erstligisten. 2007 beendete er nach annähernd 300 Bundesligaspielen seine Karriere. 2008 absolvierte er jedoch noch zwei Partien bei Frisch Auf Göppingen, dessen Stammtorwart Martin Galia sich zuvor schwer verletzte. Auch nach der Verletzung des Wetzlarer Torwarts Zoran Đorđić in der Hinrunde der Saison 2008/09 sorgte Geerken wieder für Schlagzeilen als „geschäftsführender Torwart“.
Geerken debütierte am 15. April 1997 in der Nationalmannschaft gegen Russland. Insgesamt bestritt er 10 Länderspiele.
Als Nachfolger von François-Xavier Houlet war er vom 1. Februar 2010 bis Mai 2012 als Sportdirektor und Geschäftsführer des VfL Gummersbach tätig.
Ab dem 1. September 2012 war er als Geschäftsführer beim Handball-Bundesligisten MT Melsungen. Nach der Saison 2022/23 verließ er Melsungen. Geerken übernahm im Oktober 2023 beim Stadioncaterer Aramark die Position des Head of Strategic Accounts Sport & Event Catering.
In der Zeit vom 1. Juli 2015 bis 27. Mai 2016 hat sich Geerken an der Sporthochschule Köln in Kooperation mit der EHF zum European Handball Manager berufsbegleitend weitergebildet und schloss das Studium als Jahrgangsbester ab.
Im Jahr 2019 erwarb Geerken die Torwarttrainer-Lizenz des Deutschen Handballbundes (DHB).

## Privates
Seine Ehefrau Andrea ist die Schwester seiner ehemaligen Wetzlarer Mannschaftskameraden Andreas und Wolfgang Klimpke. Er hat mit ihr eine Tochter und einen Sohn.